# توم ريتشي
توم ريتشي (بالإنجليزية: Tom Ritchie)‏ هو لاعب كرة قدم ومدرب كرة قدم بريطاني في مركز الهجوم، ولد في 2 يناير 1952 في إدنبرة في المملكة المتحدة. لعب مع نادي بريستول سيتي ونادي سندرلاند ونادي كارلايل يونايتد ويوفل تاون.